# Ivana od Cardone
Doña Ivana od Cardone (katalonski: Joana; šp.: Juana; o. 1500. – Segorbe, 28. kolovoza 1564.) bila je španjolska plemkinja, vikontesa Villamura, grofica Pradesa, markiza Pallarsa Sobire, barunica Entençe i vojvotkinja Cardone.
Rođena je oko 1500. godine kao Joana de Cardona i Manrique de Lara, kći Don Fernanda i njegove supruge, Doñe Francisce Manrique de Lare.
Njezin otac nije imao sinova; Ivana je imala tri sestre.
Ivana je oca naslijedila, a udala se za 1516. za Don Alfonsa de Aragóna y Portugala.
Umrla je u Segorbeu 28. kolovoza 1564. godine.

## Djeca
Djeca Ivane i Alfonsa:
- Fernando
- Alfons
- Ivan
- Franjo Ramón od Cardone
- Guiomar
- Ivana II. od Empúriesa
- Ana
- Francesca
- Beatris
- Izabela
- Magdalena
- Marija
- Jerònima